# Svoboda pohybu
Svobodu pohybu lze charakterizovat jako právo jedince svobodně se pohybovat po území jednotlivých států, s možností je i kdykoliv opustit. Právně je zakotvená mimo jiné ve Všeobecné deklaraci lidských práv (čl. 13), Mezinárodním paktu o občanských a politických právech (čl. 12), Listině základních práv EU, Smlouvě o Evropské unii, Smlouvě o fungování EU a v Listině základních práv a svobod ČR.
Jedná se o klasické přirozené právo negativní povahy. Stát tedy nemá povinnost pozitivně naplňovat práva ostatních. Tato situace nastává až tehdy, pokud svoboda pohybu a pobytu začne souviset např. s právem na vzdělání.
Mezi země s největším omezením svobody projevu a pohybu patří státy s diktátorskou vládou, jako je například Severní Korea. Její hranice jsou přísně střeženy a jejich překročení je trestné. I uvnitř Severní Koreje je potřeba povolení pro vnitrostátní cesty mezi regiony země.
Na institut svobody pohybu se v roce 1992 odvolávala i důvodová zpráva k vládnímu návrhu zákona České národní rady o ochraně přírody a krajiny (114/1992 Sb.), kterým byl do českého řádu explicitně zaveden institut veřejné přístupnosti krajiny (volného průchodu krajinou).

## Svoboda pohybu v evropském právu
Svoboda pohybu je blíže definována ve Smlouvě o Evropské unii, čl. 17-22. Její znění je: "Každá osoba, která má státní příslušnost členského státu, je občanem EU. Občanství EU doplňuje státní příslušnost členského státu, ale nenahrazuje."
Svobodu pohybu a pobytu dále upravuje článek 45 Listiny základních práv Evropské unie, článek 3 Smlouvy o Evropské unii a článek 21 takzvané Římské smlouvy.

### Svoboda pohybu pracovníků a právo usazování
- Svoboda pohybu pracujících a služeb se dále dělí na volný pohyb pracovníků (č. 39-42) a na právo usazování (č. 43-48).[4]. „Pracovníkem je osoba, která po určité časové období vykonává za odměnu činnost pro jiného, a to pod jeho řízením včetně těch, kteří procházejí odbornou výchovou, tedy studentů“.[6] Ti se dále dělí na tzv. originární[pozn. 1] a sekundární beneficienty.[pozn. 2]. Originárním benefecientem je pracovník, a to i po skončení pracovního poměru. Sekundárním je pak např. pracovníkova rodina (rodinní příslušníci).
- Právo na usazování je upraveno v čl.  45 v Listině základních práv a svobod EU.[7] Tato svoboda se neomezuje pouze na fyzické osoby, ale patří sem i právnické osoby, společnosti (založené dle občanského nebo obchodního práva, v Evropské unii je podmínkou členství v tomto společenství). Dále jsou to družstva, jiné právnické osoby veřejného nebo soukromého práva, neziskové organizace, mající svou ústřední správu uvnitř Společenství. Z právního hlediska je nutné, aby se jednalo o svobodu spojenou s ekonomickou aktivitou. Tato aktivita musí být provozována za účelem dosažení zisku, jež má přeshraniční charakter. Příslušníci jednoho členského státu nesmí porušovat (omezovat) svobodu usazování na území příslušníků jiného státu. Svoboda usazování disponuje i právem zahajovat a provozovat samostatnou výdělečnou činnost, dále zřizovat a řídit podniky na území jiného členského státu. Jde o tzv. primární podnikání. O sekundárním podnikání pak mluvíme v tom případě, jestliže se zřídí zastoupení, pobočka nebo dceřiná společnost na území jiného členského státu. Dotyčná osoba musí splňovat stejné podmínky jako ostatní příslušníci daného státu. Tento postup se označuje jako národní zacházení.

### Svoboda pohybu služeb
Další kategorií volného pohybu jsou služby. Ty jsou definovány v Listině základních práv a svobod EU, čl. 57:
„Za služby se pokládají výkony poskytované zpravidla za úplatu, pokud nejsou upraveny ustanoveními o volném pohybu zboží, osob a kapitálu. Služby zahrnují zejména: a) činnosti průmyslové povahy, b) činnosti obchodní povahy, c) řemeslné činnosti, d) činnosti v oblasti svobodných povoláních.“
- tyto podmínky platí jak pro fyzické tak i pro právnické osoby.
- poskytování služeb má zde krátkodobý charakter.
- pravidla volného pohybu služeb se týkají poskytovatele služby, jejího, anebo i služby samotné.
- u samotné služby je podmínka nepřekročení hranic (např. formou korespondence, emailu, faxu, atd.).

### Pohyb kapitálu
Zde platí zákaz všech omezení pohybu kapitálu, a rovněž zákaz všech omezení plateb. Tyto podmínky jsou závazné jak pro členské státy EU mezi sebou, tak i ve vztahu ke třetím zemím. Pohyb kapitálu u třetích zemích byl upraven řadou legislativních opatření (Evropský parlament a Rada).
Do pohybu kapitálu u třetích zemí patří: přímé investice, investice do nemovitostí, usazování, poskytování finančních služeb, přijetí cenných papírů na kapitálové trhy.
Pokud existuje riziko ohrožení (ze strany třetích zemí) fungování hospodářské a měnové unie, vydává Rada společně s Evropskou centrální bankou různá ochranná opatření.

## Svoboda pohybu vČesku

### V minulosti
Na území současného Česka byla v minulosti svoboda pohybu omezena například nevolnictvím, kdy poddaní nesměli bez svolení svého pána vycestovat za hranice jeho panství. Od roku 1871 byla svoboda pohybu omezena zákonem č. 88/1871 ř. z., o postrku. Toto omezení svobody pohybu bylo zrušeno v roce 1950.
Svoboda pohybu byla na území českého státu omezována i v období komunistického režimu v Československu. K cestování do nesocialistických států bylo potřeba povolení, případnému cestování bez povolení bylo zamezeno železnou oponou. Bez výjezdní doložky nebylo možné překročit hranice v komunistickém Československu. Vyhláška ministerstva vnitra a zahraničních věcí č. 115/1969 Sb. upravovala platnost výjezdních doložek. Platnost výjezdních doložek se dělila na několik kategorií, a to na doložky k soukromým a turistickým cestám, dále ke služebním.

### Současná situace
Dnes je pro české občany svoboda pohybu po Schengenském prostoru neomezená a pro překročení státní hranice stačí pouze občanský průkaz. Každý občan České republiky a každá legálně pobývající osoba se může po území republiky pohybovat bez omezení a bez omezení může území republiky opustit.
V Česku je možno svobodu pohybu omezit trestem, například domácím vězením, kdy odsouzený musí být v určitou denní dobu v místě svého bydliště. Od 1. ledna 2010 je možné uložit také trest zákazu vstupu na sportovní, kulturní a jiné společenské akce. Tento trest bývá uplatňován zejména u pachatelů, kteří již v minulosti měli problémy v souvislosti s návštěvou nějaké kulturní, sportovní nebo jiné akce. Dále se zaměřuje na sportovní fanoušky nebo fanoušky hudebních kapel. Velmi důležitá je spolupráce s Policií ČR a probačním úředníkem. Spolupracovat by měli i organizátoři těchto akcí. Odsouzený má zpravidla povinnost vykonávat stanovené programy sociálního výcviku, převýchovy a psychologického poradenství. Pokud se jedná o mladistvé, je možné kromě trestních opatření uložit také výchovná opatření.

### V českém právu
Svoboda pohybu je na ústavní úrovni zakotvena v čl. 14 Listiny základních práv a svobod:
1. Svoboda pohybu a pobytu je zaručena.
2. Každý, kdo se oprávněně zdržuje na území České republiky, má právo svobodně je opustit.
3. Tyto svobody mohou být omezeny zákonem, jestliže je to nevyhnutelné pro bezpečnost státu, udržení veřejného pořádku, ochranu zdraví nebo ochranu práv a svobod druhých a na vymezených územích též z důvodu ochrany přírody.
4. Každý občan má právo na svobodný vstup na území České republiky. Občan nemůže být nucen k opuštění své vlasti.
5. Cizinec může být vyhoštěn jen v případech stanovených zákonem (další formou vyhoštění, je tzv. správní vyhoštění)